# Model d'ensenyança
Els models d'ensenyança són les diverses maneres que hi ha d'educar. La funció del docent i els processos de la seva formació i desenvolupament professional han de considerar-se en relació amb les diferents maneres de concebre la pràctica educativa.
Segons Jean Pierre Astolfi, hi ha tres models o ideologies predominants d'ensenyament (transmissible, de condicionament, constructivista), que serveixen de base a les pràctiques dels mestres -conscientment o implícitament-, i cadascun disposa d'una lògica i d'una coherència que haurà de caracteritzar-lo. Sobretot, cadascun dels models respon a diferents situacions d'eficiència.

## Ensenyament
Ensenyar des d'una perspectiva molt general és comunicar algun coneixement, habilitat o experiència a algú amb la finalitat que ho aprengui, emprant, per a això, un conjunt de mètodes i tècniques. Per poder identificar un model d'ensenyament és necessari conèixer les seves característiques, que es poden descobrir amb tres preguntes (Rafael Porlán):
- Què ensenyar?
- Com ensenyar?
- Quan i com avaluar?

Les preguntes anteriors es poden resumir en Enfocament, Metodologia i Avaluació. De forma més concreta, és necessari identificar la percepció que cada model té del docent, de l'alumne i dels sabers. Coneixent cadascun d'aquests elements, és més fàcil identificar quin model d'ensenyament s'està emprant, encara que hi ha casos en els quals es barregen certs elements de cada model, donant un caire aparentment diferent.

## Model tradicional
El model de transmissió o perspectiva tradicional concep l'ensenyament com una activitat artesanal i el professor/a com un/a artesà, on la seva funció és explicar clarament i exposar de manera progressiva. Si apareixen errors és culpa de l'alumne per no adoptar l'actitud esperada. A més, l'alumne és vist com una pàgina en blanc, un got buit o una guardiola que cal omplir. En general, es veu l'alumne com un individu passiu. Dintre d'aquesta concepció educativa es poden distingir dos enfocaments principals:
- El primer és un enfocament enciclopèdic, on el professor és un especialista o una enciclopèdia plena d'informació. L'ensenyament és la mera transmissió de coneixements o aprenentatges que al final es resumeixen en una acumulació de coneixements. Dintre d'aquest enfocament no es distingeix el saber i el saber ensenyar.
- El segon enfocament és el comprensiu, on el professor/a és un intel·lectual que comprèn lògicament l'estructura de la matèria però només la transmet.

En ambdós enfocaments no es dona importància al coneixement pedagògic que no estigui relacionat amb les disciplines de la seva manera de transmissió i presentació, ni al coneixement que es deriva de l'experiència pràctica com a docent; és un aprenentatge basat en la teoria.
En resum, en aquesta perspectiva l'aprenentatge és la mera comunicació entre emissor (mestre) i receptor (alumne) i s'ignora el fenomen de comprensió i el procés de la relació amb sentit dels continguts.

## Model conductista
El model de condicionament o de pedagogia behavorista (conductista) està basat en els estudis de B.F. Skinner i Ivan Pàvlov sobre l'aprenentatge. Aquí generalment es donen els mitjans per arribar al comportament esperat i verificar la seva obtenció, el problema és que no garanteix que el comportament extern es correspongui amb el mental. Per a altres autors, com Ángel Pérez Gómez, aquest model és una perspectiva tècnica que concep l'ensenyament com una ciència aplicada i el docent com un tècnic.

## Model constructivista
El model del constructivisme o perspectiva radical concep l'ensenyament com una activitat crítica i el docent com un professional autònom que investiga reflexionant sobre la seva pràctica. Si hi ha alguna cosa que difereixi aquest model dels tres anteriors és la forma en la qual es percep l'error com un indicador i analitzador dels processos intel·lectuals. Per al constructivisme aprendre és arriscar-se a errar (anar d'un costat a altre), molts dels errors comesos en situacions didàctiques han de considerar-se com moments creatius. L'ensenyament no és una simple transmissió de coneixements, sinó, l'organització de mètodes de suport que permeten als alumnes construir el seu propi saber. No s'aprèn només registrant en elcervell, s'aprèn construint una estructura cognitiva pròpia.
És necessari, per tant, entendre que aquesta teoria està fonamentada primordialment per tres autors: Lev Vygotski, Jean Piaget i David P. Ausubel, qui van realitzar investigacions en el camp de l'adquisició de coneixements de l'infant. No obstant això, últimament, arran de les importants crítiques que ha sofert aquest model per part de pedagogs com Inger Enkvist, i també per la constatació dels sensibles revessos que ha sofert per la generalitzada deterioració d'exigència i qualitat en els sistemes educatius europeus que l'han adoptat, alguns països com Gran Bretanya comencen a bandejar aquest model dels seus sistemes d'ensenyament.
La crítica fonamental al constructivisme d'Inger Enkvist és que pressuposa l'autonomia de l'alumne i es troba poderosament influït pels principis poc pragmàtics del preromàntic Jean-Jacques Rousseau. Pressuposa que l'alumne vol aprendre i minimitza el paper de l'esforç i les funcions cognitives de la memòria en l'aprenentatge. Atomitza, disgrega i deteriora la jerarquització i sistematització de les idees, i menysprea i arracona tota la tradició educativa occidental, buidant de contingut significatiu els aprenentatges i reduint-los a només procediment. El multiculturalisme és també una manifestació d'alguns dels efectes d'aquesta doctrina, que afebleixen l'aprenentatge dels continguts culturals autòctons sense substituir-los per cap altre.

## Model Sudbury
Les escoles democràtiques del Model Sudbury addueixen que hi ha moltes formes d'estudiar i aprendre. Elles argumenten que aprendre és un procés que l'estudiant fa, no un procés que s'aplica a l'estudiant, i que això és cert per a tots i que és bàsic. L'experiència de les escoles democràtiques Sudbury mostra que hi ha moltes formes d'aprendre sense la intervenció de l'ensenyament, és a dir, sense que obligatòriament existeixi la intervenció d'un mestre. En el cas de la lectura, per exemple, alguns nens aprenen quan se'ls hi llegeixen, memoritzant els contes i al final llegint-los ells mateixos. Uns altres aprenen de les caixes de cereals, altres de les instruccions dels jocs, altres dels senyals en els carrers. Alguns aprenen per si mateixos pels sons de les lletres, altres per síl·labes. De manera similar, els alumnes aprenen totes les matèries, tècniques i habilitats en aquestes escoles.
El mestre en les escoles Sudbury es presenta com un conseller que apareix únicament quan se'l sol·licita. Aquestes escoles sostenen que existeix un conflicte entre el desig de fer coses per a la gent, impartir coneixement i transmetre la tan difícilment guanyada saviesa i la percepció que els nens i joves han de realitzar el seu aprenentatge pel seu propi esforç i al seu propi ritme. Aquestes escoles lamenten que, com més tracten les escoles de donar instrucció individual als alumnes, més dany els causen. Els nens i joves prenen decisions vitals per si mateixos en formes que cap adult podria haver anticipat ni imaginat. Això augmenta les probabilitats que la gent creixi omplint les seves necessitats educacionals úniques.
La tesi del model Sudbury és que el procés d'acte dirigeix, a l'obrir-se camí, cap a viure la vida en comptes de solament passar el temps. És natural, tot i que no obvi, per als nens i joves que viuen en l'actualitat civilitzada. Per assolir aquest estat mental, les escoles Sudbury defensen que cal un entorn que sigui com una família, en escala més gran que la família bàsica, però que també doni suport i sigui segur. Segons aquest model, el personal de Sudbury, sent atent i preocupant-se al mateix temps de manera no directiva i coercitiva, li dona als nens i joves el valor i l'ímpetu d'escoltar el seu propi jo intern. Ells saben que els mestres són tan competents com qualsevol altre adult per guiar-los, però el refusar fer-ho és un instrument pedagògic que usat activament els ensenya a escoltar-se solament a si mateixos. L'abstenció dels mestres de dir-los als alumnes què fer no és percebuda per les escoles Sudbury com una falta d'alguna cosa, com un buit. Al contrari, segons ells, això, pels alumnes, és l'ímpetu que els duu a forjar el seu propi camí, no sota la guia del mestre, sinó sota la seva preocupació atenta i que els proporciona suport.